# Epistemología genética

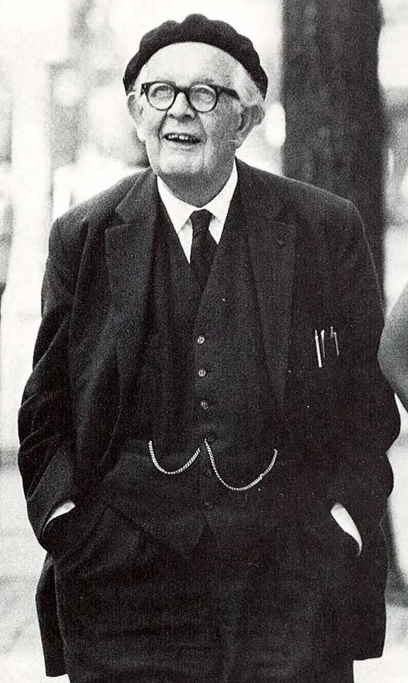
Jean Piaget en Ann Arbor

Epistemología genética  o teoría del desarrollo del conocimiento es un estudio de los orígenes (génesis) del conocimiento (epistemología) establecido por Jean Piaget.

## Objetivos
El objetivo de la epistemología genética es vincular la validez del conocimiento con el modelo de su construcción. Muestra que la forma en que se obtuvo el conocimiento afecta su validez. Por ejemplo, nuestra experiencia de la gravedad hace que nuestro conocimiento sea más válido que nuestra teoría sobre agujeros negros. La epistemología genética también explica el proceso de cómo las personas se desarrollan cognitivamente desde el nacimiento a lo largo de sus vidas en cuatro etapas primarias: 
- sensoriomotora (desde el nacimiento hasta los 2 años),
- preoperativa (2-7),
- operativa concreta (7-11)
- operativa formal (11 años en adelante).

El enfoque principal está en los años más jóvenes de desarrollo.   Asimilación  ocurre cuando la percepción de un nuevo evento u objeto se le ocurre al alumno en un esquema existente y generalmente se usa en el contexto de automotivación. En acomodación, uno acomoda las experiencias de acuerdo con el resultado de las tareas. La forma más alta de desarrollo es el "equilibrio". La equilibración abarca tanto la asimilación como la adaptación a medida que el alumno cambia su forma de pensar para obtener una mejor respuesta. Este es el nivel superior de desarrollo.
Piaget creía que el conocimiento es una función biológica que resulta de las acciones de un individuo a través del cambio. También afirmó que el conocimiento consiste en estructuras, y se produce mediante la adaptación de estas estructuras al entorno.
La epistemología genética de Piaget ofrece una perspectiva que trasciende la dicotomía entre racionalismo y empirismo, se interesa por la génesis de la lógica no proposicional y su desarrollo hasta la constitución de las operaciones lógicas. La epistemología de Piaget es critica del idealismo como del materialismo, dado que no adoptan una perspectiva genética sobre el origen y evolución de las inteligencias.

## La teoría de esquema de Piaget
1. El pensamiento pasa a través de una serie de  etapas de desarrollo; en cada etapa se aplica la lógica formal en una etapa específica de diferenciación que puede caracterizarse por un álgebra en la que se aplica exactamente tal y tal estructura matemática, correspondiente a los axiomas de la lógica en esa etapa; esta lógica se manifiesta primero en acciones, luego en una etapa relativamente temprana en operaciones sensoriomotoras (en el sentido matemático específico de la palabra, en oposición a "acciones" que son equivalentes a relaciones pero no operaciones matemáticas), y finalmente en operaciones que expresar pensamientos, actividad intencional consciente.
2. La base material para la transición de inteligencia sensoriomotriz a la representación y de la representación al pensamiento conceptual es la interiorización de la actividad práctica.
3. Las etapas sucesivas de los conceptos manifestados en el desarrollo infantil implican relaciones de deducción en la lógica matemática y en el desarrollo del pensamiento en otros planos de desarrollo, como en la historia de la ciencia y la historia del conocimiento en la antropología.[1]

Piaget recurre a la gama completa de conocimiento matemático contemporáneo, una vasta base empírica de observación del aprendizaje de niños muy pequeños que se forma en su instituto e informes de observaciones de niños mayores y un conocimiento general del desarrollo del conocimiento en la historia.
(1) Desde el punto de vista de la lógica dialéctica, que en cada etapa del desarrollo, en cada "definición de Absoluto" en la terminología de Hegel, la lógica formal es aplicable. La prueba de Piaget es sorprendente, y su demostración de cómo las etapas de desarrollo en el pensamiento infantil pasan a través de una serie específica que es deductiva en un sentido específico desde el punto de vista de las matemáticas es original y profunda.[cita requerida]
Sin embargo, desde el punto de vista de la comprensión del desarrollo (y este es el punto de vista de Piaget), lo importante no es la definición de cada etapa, sino la transición de una a la siguiente; y para esto es necesario demostrar la contradicción interna dentro de la lógica de ese plano.
Dado que Piaget recurre a la lógica matemática más desarrollada que la que se conocía a Hegel, será necesario investigar estas estructuras para ver si esta proposición especulativa demuestra ser válida.
(2) El concepto de interiorización es, de hecho, la base de la visión materialista del desarrollo del pensamiento. Sin embargo, Piaget, como psicólogo infantil profesional, cae preso del idealismo de cualquier profesional, de elevar el tema de su profesión particular de ser un aspecto del mundo material a ser su maestro. [La acusación de idealismo está calificada, porque Piaget es bastante inequívoco de que las relaciones concebidas en el pensamiento existen objetivamente en el mundo material]

## Tipos de conocimiento
Piaget propone tres tipos de conocimiento: conocimiento físico, lógico matemático y social.
Conocimiento físico: se refiere al conocimiento relacionado con objetos en el mundo, que se puede adquirir a través de propiedades perceptuales. La adquisición del conocimiento físico se ha equiparado con el aprendizaje en la teoría de Piaget (Gruber y Voneche, 1995). En otras palabras, el pensamiento se ajusta directamente a la experiencia.

"Piaget también llamó a su punto de vista constructivismo, porque creía firmemente que la adquisición del conocimiento es un proceso de autoconstrucción continua. Es decir, el conocimiento no está ahí, es externo al niño y espera ser descubierto. Pero tampoco se realiza completamente dentro de él. el niño, listo para emerger a medida que el niño se desarrolla con el mundo que le rodea ... Piaget creía que los niños se acercan activamente a sus entornos y adquieren conocimiento a través de sus acciones. "

"Piaget distinguió entre los tres tipos de conocimiento que los niños adquieren: conocimiento físico, lógico-matemático y social". El "conocimiento físico", también llamado conocimiento empírico, tiene que ver con el conocimiento sobre los objetos en el mundo, que puede ser obtenido a través de sus propiedades perceptivas ...  'El conocimiento lógico-matemático'  es abstracto y debe ser inventado, pero a través de acciones sobre objetos que son fundamentalmente diferentes de aquellas acciones que permiten el conocimiento físico ...  'Conocimiento Social'  es específico de la cultura y solo se puede aprender de otras personas dentro del propio grupo cultural . [cita requerida]